# Dauerfeuer

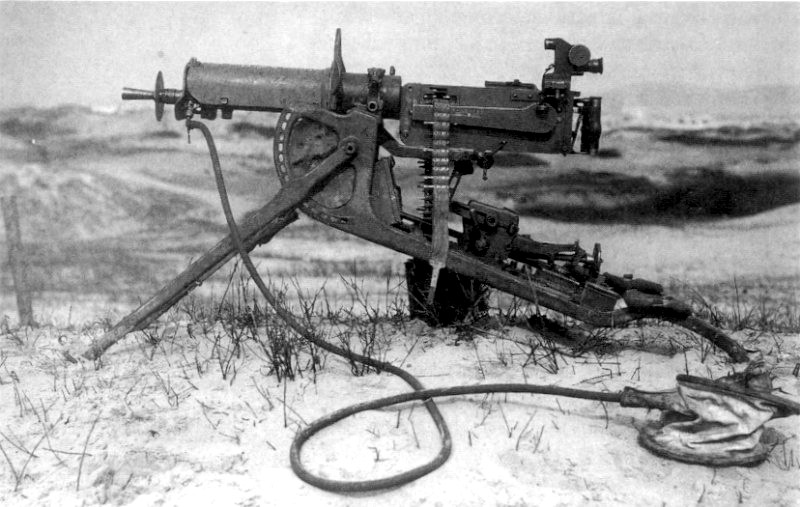
Ein Maschinengewehr MG 08 mit Wasserkühlung über Schlaucheanschlüsse.

Dauerfeuer bezeichnet das Abgeben mehrerer Schüsse aus einer vollautomatischen Schusswaffe durch die einmalige Betätigung der Schussauslösevorrichtung, solange diese Schussauslösevorrichtung nicht in ihre Ausgangsposition zurückgestellt wird.
In der Praxis wird bei der Waffe (Maschinenpistole, Schnellfeuergewehr, Maschinengewehr, Maschinenkanone) also der Abzug oder ein Schalter gedrückt. Solange er nicht losgelassen wird, wird in schneller Folge jeweils ein Schuss ausgelöst, die leere Hülse ausgeworfen, eine neue Patrone nachgeführt und ebenfalls gezündet.
Das Dauerfeuer ist dabei durch den Patronenvorrat (Magazingröße) limitiert. Ein weiterer limitierender Aspekt ist die durch das Schießen steigende Temperatur der Waffenteile, die zu einer Selbstentzündung von Munition führen kann. Diesem kann durch eine entsprechende Bauweise, z. B. zuschießend, und Kühlung mit Luft oder Wasser entgegengewirkt werden.
Üblicherweise schießen heute gebräuchliche Schnellfeuergewehre und Maschinenpistolen mit einer theoretischen Kadenz von 400 bis 800 Schuss pro Minute. Mehrläufige Waffen können bis zu 10.000 Schuss in der Minute abgeben (GSch-6-23 und XM214). Die tatsächliche Feuerrate liegt immer unterhalb der theoretischen Kadenz, weil in der Praxis das Magazin gewechselt oder auf andere Arten nachgeladen werden muss.

## Sonderfälle
Ein mengenmäßig begrenztes Dauerfeuer ist der Feuerstoß. Hierbei stellt eine Mechanik in der Waffe sicher, dass jeweils nur zwei bis drei Schuss ausgelöst werden. Danach verhindert ein Unterbrecher eine erneute Schussabgabe, bis der Abzug erneut betätigt wird.

## Einzelfeuer
Selbstladewaffen können nur Einzelfeuer abgeben. Hier wirkt nach jedem Schuss ein Unterbrecher. Um den Rückbau von auf vollautomatischen Waffen basierenden Selbstladewaffen in vollautomatische Waffen zu verhindern, sind diese in der Regel so konstruiert, dass der Ausbau des Unterbrechers nicht möglich ist, ohne auch andere Waffenfunktionen, wie etwa den Abzug, zu beeinträchtigen.